# Balázs Márton Ernő
Balázs Márton Ernő (Kolozsvár, 1957. augusztus 22. –) erdélyi származású informatikus, egyetemi oktató, Balázs Márton matematikus fia.

## Élete és munkássága
Kolozsváron járt iskolába, az informatikai líceumban érettségizett. 1981-ben végzett a Babeș–Bolyai Tudományegyetem informatika szakán. Két évig Szatmárnémetiben informatikus, azután 1983–1987 között a kolozsvári Nehézgépgyár programozója. Azután 1991-ig a kolozsvári Számítástechnikai Kutatóintézet kutatója, majd a Babeș–Bolyai Tudományegyetem adjunktusa. A matematika (Kolozsvár, 1993) és az informatika doktora (Amerikai Egyesült Államok, 1999). Fulbright-ösztöndíjas. Jelenleg Londonban él, 2007-ig a Richmond Egyetem oktatója volt, azóta az IT szektorban dolgozik.
Kutatási területe a mesterséges intelligencia.

## Válogatás cikkeiből
- Balázs, Márton-Ernő: Multimodal function optimization using species conservation. Artificial Neural Nets and Genetic Algorithms: Proceedings of the International Conference in Prague, Czech Republic, 2001, Springer (2001), 252-255.
- Balázs, Márton-Ernő: Multidimensional crossover in genetic algorithms. Rev. Anal. Numér. Théor. Approx. 28 (1999), no. 2.
- Balázs, Márton Ernő: On a class of fitness functions for genetic algorithms using proportional selection. Rev. Anal. Numér. Théor. Approx. 23 (1994), no. 1, 15–23.
- Balázs, Márton-Ernő: On an experiment in solving equations using genetic algorithms. Studia Univ. Babeș-Bolyai, Math. 37, No.3, 3-12 (1992).
- Balázs, Márton-Ernő: On a classification of computer based systems. Studia Univ. Babeș-Bolyai, Math. 35, No.3, 3-5 (1990).
- Balázs, Márton Ernő: On the approximate solution of certain operatorial equations. Anal. Numér. Théor. Approx. 18 (1989) no. 2, 105-110.
- Balázs, Márton Ernő: A heuristic search type algorithm for solving nonlinear equation systems. Studia Univ. Babeș-Bolyai Math. 33 (1988), no. 3, 3–10.
- Balázs, Márton-Ernő, G. Goldner: On the approximate solution of operator equations in Hilbert space by a Steffensen-type method. Anal. Numér. Théor. Approx. 17 (1988) no. 1, 19-23.
- Balázs, Márton-Ernő: On a method for approximate solving of non-linear operational equations. Anal. Numér. Théor. Approx. 15 (1986) no. 2, 105-110.
- Balázs, Márton-Ernő: On a method of third order in Fréchet spaces. Anal. Numér. Théor. Approx. 12 (1983) no. 1, 5-10.
- Balázs, Márton-Ernő: On the paper "A note on the convergence of Steffensen's method". Anal. Numér. Théor. Approx. 11 (1982) nos. 1-2, 5-6.
- Balázs, Márton-Ernő, I, Fabian: On a method for solving the decision problem. Anal. Numér. Théor. Approx. 10 (1981) no. 2, 141-147.
- Balázs, Márton-Ernő: A note on the convergence of Steffensen's method. Anal. Numér. Théor. Approx. 10 (1981) no. 1, 5-10.
- Balázs, Márton-Ernő: On convergent sequences of second order with respect to a mapping. Anal. Numér. Théor. Approx. 8 (1979) no. 2, 137-142.
- Balázs, Márton-Ernő,  G., Goldner: On approximate solving by sequences the equations in Banach spaces. Anal. Numér. Théor. Approx. 8 (1979) no. 1, 27-31.
- Balázs, Márton-Ernő: On the method of the chords and Steffensen's method in bounded regions in Banach spaces. Anal. Numér. Théor. Approx. 7 (1978)  no. 2, 135-139.
- Balázs, Márton-Ernő: Anwendung des Steffensen-Verfahrens zur Lösung von Integralgleichungen. Anal. Numér. Théor. Approx. 6 (1977) no. 2, 113-116.
- Balázs, Márton-Ernő, G., Goldner: On the approximative solving of the integral equations. Anal. Numér. Théor. Approx. 6 (1977) no. 1,  5-7.
- Balázs, Márton-Ernő: On the divided differences, Rev. Anal. Numér. Théorie Approximation 3 (1974) no. 1, 5-9.
- Balázs, Márton-Ernő, G., Goldner: On existence of divided differences in linear spaces. Rev. Anal. Numér. Théorie Approximation 2 (1973), 5-9.